# Friedrich-Ebert-Schule (Frankfurt am Main)
Die IGS Friedrich Ebert in Frankfurt am Main ist eine integrierte Gesamtschule (IGS) und Ganztagsschule. Seit 1977 ist sie im Stadtteil Seckbach angesiedelt, in der Arolser Straße 11.

## Profil
Erste Ganztagsschule Deutschlands, als Schulversuch für zunächst 87 Schüler ab 25. Mai 1954, für die gesamte Schule fest eingeführt ab 1965.

## Aktivitäten

### Aktionstag Gesundes Essen
Eltern und Schüler können sich von einem professionellen Koch über gesunde Zubereitung und gesundes Essen informieren lassen, an einem Kochkurs teilnehmen und abwechslungsreiche Pausensnacks herstellen.

### Betriebstage
Seit fünf Jahren nehmen Schüler der Jahrgangsstufe 9 an Betriebstagen teil, machen praktische Erfahrungen in Frankfurter Betrieben. Rund 100 Unternehmen vieler Branchen kooperieren dabei.

### Duft- und Tastgarten
Beim Wettbewerb 1822 – Schule und Natur der Frankfurter Sparkasse erhält die AG Duft- und Tastgarten der FrESch bei 39 teilnehmenden Projekten von 34 Schulen aus Frankfurt und dem Umland den 3. Preis. Sechzehn Schülerinnen und Schüler der Jahrgangsstufen 8 und 9 waren beteiligt.

### Frankfurter Hauptschulprojekt
Seit dem Schuljahr 2006/07 nimmt die FrESch am frankfurterhauptschulprojekt teil. Dabei geht es um die Bewerberqualifikation der Schüler der 9. Jahrgangsstufe. Eine Stärken- und Schwächen-Analyse sowie ein Interessenprofil werden erstellt, Unsicherheiten und Hemmungen abgebaut. Die Schüler werden von der Gesellschaft für Jugendbeschäftigung (gjb) betreut und von der Bundesagentur für Arbeit beraten. Zwei Kooperationspartner aus der Wirtschaft informieren und trainieren die Schüler in allen Phasen eines Bewerberverfahrens.

### Kunstausstellung
Die Schüler der 6. Klasse veranstalten eine Kunstausstellung, die mit selbst gefertigten Objekten gestaltet wird.

### Prävention im Team
PiT heißt ein Projekt, bei dem Lehrer der IGS Friedrich Ebert, Polizeibeamte und Sozialarbeiter Strategien zur Vorbeugung und Eindämmung von Gewaltsituationen in der Schule und in ihrem Umfeld entwickeln. In einem Pilotprojekt über vier Schultage werden Schüler der 7. Jahrgangsstufe geschult. Das Programm setzt insbesondere auf Gewaltlosigkeit und Deeskalationsstrategien.

### Recycling
Mit der Mülltrennung in den einzelnen Klassen, dem Hofdienst und den vielfältigen Produkten, die sich aus Abfall herstellen lassen, beschäftigt sich ein Projekt der 5. Klasse in Kooperation mit der Frankfurter Entsorgungs- und Service GmbH (FES).

### Schwellenängste nehmen
Die Schüler der Jahrgangsstufe 8 nehmen an einem Projekt teil, bei dem Schwellenängste genommen werden sollen. Es wird gemeinsam mit Einrichtungen der Jugendhilfe durchgeführt.

### Steinzeit
In acht verschiedenen Projekten beschäftigen sich die Schüler der Jahrgangsstufe 5 mit den Themen Archäologische Forschung, Theaterszene: Steinzeitjäger, Höhlenmalerei, Steinzeittiere, Steinzeitküche, Steinzeitkleidung und -schmuck, Bau eines Steinzeit-Zeltes, Musik und Tanz in der Steinzeit.

### Winterwanderwoche
Seit rund zwei Jahrzehnten führt die IGS Friedrich Ebert für die Jahrgangsstufe 7 die so genannte Wiwawo durch, die Winterwanderwoche. Jeweils im Februar/März geht es nach Neukirchen am Großvenediger in Österreich, an der Grenze zu Tirol. Rund 75 Teilnehmer nehmen an den obligatorischen Skikursen teil. Seit einigen Jahren werden auch Snowboard-Kurse angeboten.

### Arbeitsgemeinschaften
Im Schuljahr 2023/2024 bietet die IGS Friedrich Ebert eine Vielzahl von Arbeitsgemeinschaften an:
- Intensivklasse: Start-Hilfe Deutsch
- Jahrgangsstufe 5: Afrikanische Erzählkunst, Afrikanisches Trommeln, Dance, Kunst am Dienstag, Kochen, Ropeskipping, Auspowern für Jungs, Ballspiele, Floorball, Granny Squares Häkeln, Kreativwerkstatt, Musical
- Jahrgangsstufe 6: Afrikanische Erzählkunst, Afrikanisches Trommeln, Dance, Streetball, Kunst am Dienstag, RopeSkipping, Auspowern für Jungs, Ballspiele, Floorball, Granny Squares Häkeln, Kreativwerkstatt, Musical
- Jahrgangsstufe 7: Bienen AG, Chor, Fahrrad, Futsal, Kreatives Schreiben, Schach, Dance, Streetball, Fotographie, PC-AG, American Football, Cheerleading, Miniramp, Schüler in Verantwortung
- Jahrgangsstufe 8: Bienen AG, Chor, Fahrrad, Futsal, Kreatives Schreiben, Schach, Schüler in Verantwortung, Fotographie, PC-AG, Tu was, American Football, Cheerleading, Miniramp
- Jahrgangsstufe 9: Vorab Mathe, Miniramp
- Jahrgangsstufe 10: Vorab Mathe, Miniramp

## Partnerschule und Schüleraustausch
Die IGS Friedrich Ebert pflegt seit dem Jahr 1992 eine Partnerschaft mit dem Ninestiles Technology College, einer Gesamtschule in Birmingham, Großbritannien. In nahezu jedem Jahr werden Begegnungen zwischen Schülergruppen organisiert.
 Vereinigtes Königreich: Ninestiles Technology College, Acocks Green, Birmingham, Großbritannien

## Geschichte
Die Ursprünge der heutigen IGS Friedrich Ebert liegen in der Weimarer Republik, in den 1920er Jahren. 1921 wird die Reformvolksschule Röderberg gegründet. Sie ist eine öffentliche Volksschule, aber zugleich Teil eines ambitionierten reformpädagogischen Modellversuchs der Stadt Frankfurt. Ihr Besuch ist unentgeltlich. Die Schule wird im Gegensatz zu den Regelschulen keinem Schulbezirk zugeordnet.
In den ersten Jahren hat die Reformvolksschule Röderberg kein eigenes Schulgebäude, ihre Klassen sind daher in der Dahlmannschule und in benachbarten Schulgebäuden des Frankfurter Ostends untergebracht. Über ein Schulparlament lernen die Schüler die Diskussion. Ab 1926 entsteht eine Montessori-Klasse innerhalb der Röderberg-Reformschule.
Glückliche Umstände sorgen dafür, dass ganz in der Nähe eine neue Wohnsiedlung entsteht, am Bornheimer Hang. Am 23. September 1930 kann nach gemeinsamer konzeptioneller Arbeit im Rahmen des Projekts Neues Frankfurt mit dem Stadtbaumeister Ernst May ein eigenes Schulgebäude am Bornheimer Hang geplant und realisiert werden. May wollte einen bahnbrechenden Schulneubau planen, der den neuen pädagogischen Einsichten Rechnung trägt. Das neue Schulhaus bietet unter Ausnutzung der Hanglage terrassenartig gestaltete Gebäudekomplexe mit viel Freifläche im Grünen sowie einem Kinderschwimmbecken. Es erhält als erste deutsche Pavillon- und Freiflächenschule Modellcharakter.
Der Zufall will es, dass sich die IGS Friedrich Ebert heute erneut in direkter Nähe eines Bauwerks aus der Ägide von Ernst May befindet, ein Unterstandpavillon mit Duschen für Schulklassen im Huthpark, im gleichen Jahr entstanden wie das einstige Schulgebäude am Bornheimer Hang.
Der renommierte Maler Max Beckmann fertigt 1930 eigens für die Schule ein exklusives expressionistisches Gemälde an, das jedoch von den Nazis entfernt und trotz einer ab 1968 beginnenden Suche nicht wieder aufgefunden wird. Der Umzug bringt der Schule auch einen neuen Namen: Friedrich-Ebert-Reform(volks)schule benannt nach dem Reichspräsidenten Friedrich Ebert. Das erarbeitete Gesamtschulkonzept und die positiven Ergebnisse werden jedoch amtlich weder anerkannt noch auf das allgemeine Schulwesen der Stadt übertragen.
In ihrer pädagogischen Konzeption ist die Röderberg-Schule wegweisend, sieht sie doch die modellhafte Überwindung des dreigliedrigen Schulsystems, eine Differenzierung nach Kern und Kurs, eine Gleichberechtigung der Geschlechter und die Berücksichtigung der jeweils neuesten sozialpädagogischen Erkenntnisse vor. Während des täglichen Schulunterrichts sind ein gemeinsames Frühstück sowie Übungs- und Gymnastikstunden vorgesehen. Der bislang streng nach Fächern gegliederte lehrerzentrierte Unterricht weicht einem so genannten Gesamtunterricht, das großzügige Raumangebot erlaubt handlungsorientiertes Arbeitsweisen, es gibt praxisnahen Garten- und Werkstättenunterricht.
Maßstab ist eine demokratische Schule für alle Kinder. Als emanzipatorische Botschaft der neuen Schule galt: „Egalität, Partizipation und Individualität“. Die Selbstregulierung der Kinder in Ausdrucksformen der politischen Demokratie sieht beispielsweise ein Schulparlament, das Erlernen der Informationsbeschaffung und des Diskutierens vor. Durch eine Individualisierung der Lernangebote sind die Schüler an der Mitgestaltung des eigenen Bildungsweges beteiligt, ebenso deren Eltern, welche die Schule jederzeit besuchen und teilnehmen können. Solidarität und die Bereitschaft zu öffentlichem Engagement werden großgeschrieben.
Die Machtergreifung der Nationalsozialisten im Januar 1933 beendet den Schulversuch nicht. Allerdings verstehen sie es, den humanistisch-demokratischen Grundgedanken rückhaltlos zu zerstören, seine Protagonisten mit Hilfe von Denunzianten aus dem Dienst zu entfernen und sämtliche Dokumente der demokratischen Gesamtschule zu vernichten. Eine nationalsozialistisch geprägte Reformschule ist das neue Ziel, das sich zunächst mit einer Umbenennung der Schule in Dietrich-Eckart-Reformschule ankündigt. Dietrich Eckart war Schriftleiter des nationalsozialistischen „Völkischen Beobachters“ und für die darin betriebene Verleumdung und Verunglimpfung Friedrich Eberts verantwortlich. Schüler und Eltern werden bedroht, Elternbeiräte aufgelöst, jüdische Schüler vertrieben, frei wählbare Kurse und fremdsprachlicher Unterricht verboten. Ein nazistisches Konzept wurde noch bis 1937 erarbeitet, bevor ein Ministerialerlass dessen Abbruch einleitet. 1939 muss das Gebäude verlassen werden, Schüler und Lehrer werden der Bornheimer Kirchnerschule angegliedert. Das Schulgebäude wird wechselnder Verwendung zugeführt, nach dem Zweiten Weltkrieg dient es als US-amerikanische Highschool, bis es die Stadt 1954 zurückerhält und von der nun so bezeichneten Friedrich-Ebert-Schule wieder bezogen werden kann.
An die Reformtradition der Weimarer Zeit kann nach dem Krieg nur punktuell angeknüpft werden, die Gesamtheit ihrer inhaltlichen Schwerpunkte wird nicht wahrgenommen. Die außerordentlich innovative Entwicklungsgeschichte der Schule in den Jahren von 1921 bis 1933 und deren pädagogisch-politische Basis ist systematisch zerstört worden. Zehn Pädagogen der umliegenden Schulen sind schnell gefunden, die das alte Konzept allmählich wieder aufleben lassen wollen. Von den überlasteten Bornheimer Schulen werden sechzehn Klassen der Brentano- und Kirchnerschule in die Friedrich-Ebert-Schule übernommen.
Ein neues Aufgabenfeld entsteht aus der Situation der Nachkriegszeit und des einsetzenden Wirtschaftswunders. Eltern sind nun häufig beide ganztags berufstätig. Ihre Kinder werden daher oft zu so genannten Schlüsselkindern. Damit sie nach Schulschluss auch bei Abwesenheit der Eltern in die Wohnung kommen, hängt man ihnen den Schlüssel an einer Kordel um den Hals. Das Problem des Mittagessens und der Hausaufgabenbetreuung löst sich dadurch jedoch nicht zwingend. Als erste deutsche Schule stellt sich die Friedrich-Ebert-Schule der neuen Herausforderung Tagesheimschule, die der damalige Stadtrat und Schuldezernent Prof. Dr. Gläß an sie heranträgt. In geradezu idealer Weise eignen sich ihre Lage am Bornheimer Hang, ihre Freiflächen und die Raumausstattung für diesen Zweck. Ein Schulversuch mit Nachmittagsbetreuung beginnt am 25. Mai 1954 für zunächst 87 Kinder aus dem Stadtteil. Nach dem Unterricht durch das Lehrerkollegium übernehmen Erzieherinnen und Erzieher die Betreuung während des Mittagessens und bei den Hausaufgaben, montags bis freitags bis 18 Uhr, samstags bis 14 Uhr.
Innerhalb nur eines Jahrzehnts nimmt die Anzahl der ganztägig zu betreuenden Schüler derart zu, dass die Halbtagsschüler 1965 die Schule gänzlich räumen müssen. Die Älteren werden auf die Dahlmannschule, die Jüngeren auf die Zentgrafenschule in Seckbach verteilt, die ab 1970 einen Ganztagszweig erhält. Die Friedrich-Ebert-Schule firmiert als Tagesheimschule für Hauptschüler. Nachfrage besteht jedoch aus allen Stadtteilen und aus alle sozialen Schichten. Als erste Schule Frankfurts wechselt sie von der Sechs- zur Fünf-Tage-Unterrichtswoche und verlässt gleichzeitig das Tagesheimkonzept zugunsten einer Ganztagsschule. Unterricht findet nun auch nachmittags statt, Mittagessen und Hausaufgabenbetreuung werden in das neue Konzept eingebunden.
Von 1965 bis 1974 unterrichtet an der Schule Heidemarie Wieczorek-Zeul Englisch und Geschichte, die spätere Bundesministerin für wirtschaftliche Zusammenarbeit und Entwicklung.
Die Bildung einer Gesamtschule wird beschlossene Sache. 1972 gibt es eine Förderstufe mit einer Jahrgangsbreite von drei Klassen und einen voll ausgebauten Realschulzweig. 1976, bei mehr als 800 Schülern, erhält die Schule mit der Einrichtung einer 7. Gymnasialklasse den Status einer schulformbezogenen Gesamtschule. Das Schulgelände reicht längst nicht mehr aus, kann aber nicht erweitert werden. Ein Schulneubau in Seckbach wird in unmittelbarer Nähe zum Huthpark geplant und in kürzester Zeit realisiert. Schon im Februar 1977 erfolgt die Einweihung des Schulgebäudes und der Sporthalle durch Oberbürgermeister Walter Wallmann und der Einzug. Während der Einweihung werden in der Sporthalle diverse sportliche Performances des Turnvereins Seckbach geboten.
Die Planung der neuen Schule stand möglicherweise unter zu großem Druck, denn für die 36 Klassen (6 pro Jahrgang) stehen nicht genügend Klassenräume zur Verfügung. Außer einem Speisesaal gibt für die Ganztagsbetreuung keinerlei weitere Einrichtungen. Eine hohe Belastung mit Asbest sorgt von Anfang an für Bedenken. Eine erste Entlastung erfolgt mit dem Neubau der benachbarten IGS Nordend, die einen Teil der zu erwartenden Schülerzahlen abfängt. Von da an hat jede Klasse der FrESch auch einen Klassenraum zur Verfügung. Nicht mehr benötigte Räume wie das Lehrer-Speisezimmer oder das Sprachlabor werden zu einem Schüler-Café und zu einem Clubraum umgewidmet. Spielecken entstehen sowohl innerhalb des Gebäudes als auch auf dem weitläufigen Schulgelände.
Nach zehn Jahren Kampf erzwingt die Elternschaft 1987 zwecks Sanierung eine einjährige Schließung des Schulgebäudes. Für diesen Zeitraum werden die Schulklassen auf vier benachbarte Schulen verteilt. 1993 erfolgt die Umwandlung von der schulformbezogenen Gesamtschule in eine integrierte Gesamtschule (IGS). Da die Asbestsanierung jedoch nur halbherzig erfolgt, muss nach gut einem Jahrzehnt 1998 erneut saniert werden, dieses Mal bis auf das Beton-Skelett. Dies hat einen kompletten Neuausbau zur Folge, aber auch eine zweijährige Auslagerung von Schülern und Lehrerkollegium in rund fünfzig Baustellencontainer auf dem Schulgelände. Die Schule kann sich dafür an der Neuplanung beteiligen und ihre Erfahrungen aus zwanzig Jahren an diesem Standort mit einfließen lassen. Am 7. August 2000 erfolgt der Einzug in das vollständig erneuerte Gebäude.
Trotz der Belastungen nimmt die Schule in dieser Zeit an mehreren Modellversuchen des Hessischen Kultusministeriums teil, so beispielsweise am Modellversuch eines 10. Hauptschuljahres, der zu seiner generellen Einführung an der Schule führt – mit der Chance, bei entsprechenden Leistungen über den Weg der Hauptschule den mittleren Bildungsabschluss zu erlangen. Über die Teilnahme am Modellversuch Ethik erhält die Schule als eine der ersten in Hessen die Erlaubnis, Ethik verbindlich als Ersatzfach für Religion einzuführen. Alle Schülerinnen und Schüler der Schule sind damit auch im Unterricht in die religiös-ethische Werteerziehung eingebunden und gelangen nicht zuletzt hierüber zu sozialen Kompetenzen, weiterhin einem der Hauptanliegen des schulischen Konzeptes. Als Gesamtschule führt die Friedrich-Ebert-Schule zum Hauptschulabschluss bzw. zum erweiterten Hauptschulabschluss nach dem Besuch der 10. Klasse. Sie erteilt das Abschlusszeugnis der Realschule und spricht bei entsprechendem Zeugnis die Versetzung in die Klasse 11 der gymnasialen Oberstufe aus.

## Förderverein
Seit dem Jahr 1999 gibt es den Förderverein der Friedrich-Ebert-Schule e. V., der auch die Werbung für die Schule unterstützt. Er hilft Schülerinnen und Schülern hinsichtlich der Kosten für Klassenfahrten, wenn dies erforderlich ist. Außerdem finanziert er Material für selbständige Arbeit in Klassen und Lerngruppen.

## Verkehrsanbindung
Mit dem öffentlichen Personennahverkehr (ÖPNV) ist die Friedrich-Ebert-Schule in der Arolser Straße 11 mit den RMV-Bus-Linien 38 und 43 zu erreichen. Die nächstgelegene Haltestelle heißt Eschweger Straße.